# Antal Melis
Antal Melis   (Budapest, 12 de maig de 1946) és un remer hongarès, ja retirat, que va competir durant les dècades de 1960 i 1970. És germà del també remer Zoltán Melis.
El 1968 va prendre part en els Jocs Olímpics d'Estiu de Ciutat de Mèxic, on guanyà la medalla de plata en la prova del quatre sense timoner del programa de rem. Formà equip amb Jozsef Csermely, György Sarlos i Zoltán Melis. Quatre anys més tard, als Jocs de Múnic, quedà eliminat en sèries en la mateixa prova. En el seu palmarès també destaca una medalla de plata al Campionat d'Europa de rem de 1969.